# Peter Finvidssons ätt
Peter Finvidssons ätt är en uppländsk lågfrälsesläkt som är känd från 1340-talet och dog ut på 1450-talet. Denna ätt har i äldre litteratur associerats med ätten Stallare (också med sjuuddig, men oftare åttauddig stjärna) innan Hans Gillingstam i Släktforskarnas årsbok 1999 visade att ett genealogiskt samband inte kan påvisas.
Vapen: Stamfadern Ragvald Jonsson förde (som Rickebyätten) en sjuuddig stjärna i en på sned delad sköld, medan senare medlemmar tycks ha fört en sjuuddig stjärna.

## Historik
Ättens stamfader är Ragvald Jonsson som 1346 tillsammans med hustrun Elena Olofsdotter sålde jord i Rävelsta, idag Revelsta i Altuna socken, dåvarande Simtuna härad i Uppland, idag i Enköpings kommun sydvästra Uppland, till Rävelstaättens stamfader Nils Jonsson.
Till köpehandlingen har tillfogats följande kommentar: Sigillen: N. 1, Ragvald Jonssons (sjuuddig stjerna i en på sned delad sköld); N. 2, Elena Olofsdotters (Maria med barnet i en götisk byggnad); N. 3 borta, remsan qvar..
Finvid Ragvaldsson (Peter Finvidssons ätt) (son till Ragvald Jonsson) nämns 1379 som häradshövding i Håbo hd i Uppland. Han dog efter 1401. Han gifte sig senast 1382 med en dotter till Rörik Tordsson (Bonde). De hade två kända barn – en dotter och en son.
Peter Finvidsson (Peter Finvidssons ätt) (son till Finvid Ragvaldsson ovan) var riksråd 1413. Han ägde jord i Håbo hd i Uppland samt i Östergötland och Södermanland. Han dog mellan 1417 och 1421. Han var gift flere gånger. Något av åren 1408–1411 gifte han sig med Cristina Stensdotter, dotter till Sten Bengtsson (Bielke), vilket tyder på att det är hon som är moder till parets son Sten. Möjligen är hon också mor till Kristina Petersdotter (Peter Finvidssons ätt), vilken var gift med Nils Jönsson (Oxenstierna).
Sten Pedersson (stjärna) (son till Peter Finvidsson) var född omkring 1409. Han nämns tidigast 1434. Han var häradshövding i Siende hd i Västmanland från 1437/1438 till någon gång mellan 1441 och 1442. Han dubbades till riddare 1441 eller 1442, förmodligen vid kung Kristoffers kröning i Uppsala 14 september 1441. Han nämns som riksråd från 1445 och ännu 1452. Han var hövitsman på slottet Tre Kronor i Stockholm 1447–1448. Han var hövitsman på Västerås slott 1451–1452 och marsk 1452. Han dog mellan 1452 och 1458. Morgongåvan till hustrun Katarina Eriksdotter är daterad 30 augusti 1434. Hon var dotter till Erik Nilsson (Väsbyätten) och Ramborg Kortsdotter. Hon dog mellan 1474 och 1480. Det finns inga kända barn.